# Chlamydophractus dimartinoi
Il clamidofratto (Chlamydophractus dimartinoi) è un mammifero cingolato estinto, appartenente a clamiforidi. Visse nel Miocene superiore (circa 10 - 8 milioni di anni fa) e i suoi resti fossili sono stati ritrovati in Sudamerica.

## Descrizione
Questo animale doveva assomigliare molto all'attuale clamidoforo troncato (Chlamyphorus truncatus), anche se le dimensioni erano maggiori. Rispetto alle forme attuali come Chlamyphorus e Calyptophractus, questo animale era dotato di un carapace formato da bande di osteodermi più lunghi, larghi e spessi. Gli osteodermi mobili erano curvi, con uno sviluppo importante della porzione articolare (al contrario delle forme attuali in cui gli osteodermi sono pressoché piatti); l'ornamentazione degli osteodermi era ben definita sia in quelli fissi che in quelli mobili ed era simile a quella delle forme attuali (anche se in queste ultime l'ornamentazione è visibile solo nel mantello cheratinoso che ricopre gli osteodermi). Chlamydophractus era dotato di un'unica fila di due o tre grandi forami piliferi nel margine posteriore degli osteodermi (ma nell'ultima fascia di osteodermi fissi vi era solo un forame).
La mandibola allungata era dotata di otto denti molariformi ovali; l'ottavo dente era parzialmente coperto dal ramo verticale della mandibola. L'intersezione dei due rami risultava in un angolo di circa 130°, mentre nelle forme attuali l'angolo è retto.
Un'altra importante differenza era data dalla posizione della placca posteriore, che nelle forme attuali è posta a circa 90° rispetto al carapace dorsale e conferisce il classico aspetto "troncato", ma che in Chlamydophractus era a circa 120°. Le ossa degli arti anteriori, infine, erano molto simili a quelli del clamidoforo attuale ma più robusti, e il deltoide V dell'omero era più sviluppato.

## Classificazione
Chlamydophractus è un rappresentante arcaico dei clamiforini, un gruppo di armadilli di piccole dimensioni attualmente rappresentato dai due generi Chlamyphorus e Calyptophractus.
Chlamydophractus dimartinoi venne descritto per la prima volta nel 2020, sulla base di resti fossili ritrovati in terreni del Miocene superiore nella parte sudoccidentale della Provincia di Buenos Aires, in Argentina. Gli autori della descrizione, inizialmente, proposero il nome Chlamyphractus, ma questo nome generico era già stato utilizzato in precedenza da Castellanos nel 1940 per un altro mammifero cingolato, appartenente però ai glittodonti. Fu quindi necessario utilizzare un nuovo nome, Chlamydophractus, appunto.